# Tournoi européen d'Angleterre de rugby à sept 2016
Navigation
2015 2017
Le tournoi européen d'Angleterre de rugby à sept 2016 est la deuxième étape des Seven's Grand Prix Series 2016.

## Résultats

### Poule A
| Équipes  | J | G | N | P | PM | PE | +/− | Pts |
| -------- | - | - | - | - | -- | -- | --- | --- |
| Espagne  | 3 | 3 | 0 | 0 | 55 | 21 | 34  | 9   |
| Russie   | 3 | 1 | 1 | 1 | 38 | 38 | 0   | 6   |
| Géorgie  | 3 | 0 | 2 | 1 | 31 | 36 | -5  | 5   |
| Lituanie | 3 | 0 | 1 | 2 | 17 | 46 | -29 | 4   |

| 9 juillet 2016 11h30 UTC+01:00 | Russie | 12 - 5 | Lituanie | Exeter, Angleterre |
| 9 juillet 2016 11h30 UTC+01:00 |        |        |          | Exeter, Angleterre |
| 9 juillet 2016 11h30 UTC+01:00 |        |        |          | Exeter, Angleterre |

| 9 juillet 2016 11h55 UTC+01:00 | Géorgie | 7 - 12 | Espagne | Exeter, Angleterre |
| 9 juillet 2016 11h55 UTC+01:00 |         |        |         | Exeter, Angleterre |
| 9 juillet 2016 11h55 UTC+01:00 |         |        |         | Exeter, Angleterre |

| 9 juillet 2016 14h15 UTC+01:00 | Russie | 14 - 21 | Espagne | Exeter, Angleterre |
| 9 juillet 2016 14h15 UTC+01:00 |        |         |         | Exeter, Angleterre |
| 9 juillet 2016 14h15 UTC+01:00 |        |         |         | Exeter, Angleterre |

| 9 juillet 2016 14h37 UTC+01:00 | Géorgie | 12 - 12 | Lituanie | Exeter, Angleterre |
| 9 juillet 2016 14h37 UTC+01:00 |         |         |          | Exeter, Angleterre |
| 9 juillet 2016 14h37 UTC+01:00 |         |         |          | Exeter, Angleterre |

| 9 juillet 2016 17h00 UTC+01:00 | Russie | 12 - 12 | Géorgie | Exeter, Angleterre |
| 9 juillet 2016 17h00 UTC+01:00 |        |         |         | Exeter, Angleterre |
| 9 juillet 2016 17h00 UTC+01:00 |        |         |         | Exeter, Angleterre |

| 9 juillet 2016 17h22 UTC+01:00 | Espagne | 22 - 0 | Lituanie | Exeter, Angleterre |
| 9 juillet 2016 17h22 UTC+01:00 |         |        |          | Exeter, Angleterre |
| 9 juillet 2016 17h22 UTC+01:00 |         |        |          | Exeter, Angleterre |

### Poule B
| Équipes                | J | G | N | P | PM | PE | +/− | Pts |
| ---------------------- | - | - | - | - | -- | -- | --- | --- |
| Grande-Bretagne Royals | 3 | 3 | 0 | 0 | 91 | 10 | 81  | 9   |
| France                 | 3 | 2 | 0 | 1 | 83 | 36 | 47  | 7   |
| Pologne                | 3 | 1 | 0 | 2 | 31 | 95 | -64 | 5   |
| Portugal               | 3 | 0 | 0 | 3 | 21 | 85 | -64 | 3   |

| 9 juillet 2016 12h14 UTC+01:00 | France | 38 - 12 | Pologne | Exeter, Angleterre |
| 9 juillet 2016 12h14 UTC+01:00 |        |         |         | Exeter, Angleterre |
| 9 juillet 2016 12h14 UTC+01:00 |        |         |         | Exeter, Angleterre |

| 9 juillet 2016 12h36 UTC+01:00 | Grande-Bretagne Royals | 31 - 0 | Portugal | Exeter, Angleterre |
| 9 juillet 2016 12h36 UTC+01:00 |                        |        |          | Exeter, Angleterre |
| 9 juillet 2016 12h36 UTC+01:00 |                        |        |          | Exeter, Angleterre |

| 9 juillet 2016 14h59 UTC+01:00 | France | 35 - 7 | Portugal | Exeter, Angleterre |
| 9 juillet 2016 14h59 UTC+01:00 |        |        |          | Exeter, Angleterre |
| 9 juillet 2016 14h59 UTC+01:00 |        |        |          | Exeter, Angleterre |

| 9 juillet 2016 15h26 UTC+01:00 | Grande-Bretagne Royals | 43 - 0 | Pologne | Exeter, Angleterre |
| 9 juillet 2016 15h26 UTC+01:00 |                        |        |         | Exeter, Angleterre |
| 9 juillet 2016 15h26 UTC+01:00 |                        |        |         | Exeter, Angleterre |

| 9 juillet 2016 17h44 UTC+01:00 | France | 10 - 17 | Grande-Bretagne Royals | Exeter, Angleterre |
| 9 juillet 2016 17h44 UTC+01:00 |        |         |                        | Exeter, Angleterre |
| 9 juillet 2016 17h44 UTC+01:00 |        |         |                        | Exeter, Angleterre |

| 9 juillet 2016 18h06 UTC+01:00 | Portugal | 14 - 19 | Pologne | Exeter, Angleterre |
| 9 juillet 2016 18h06 UTC+01:00 |          |         |         | Exeter, Angleterre |
| 9 juillet 2016 18h06 UTC+01:00 |          |         |         | Exeter, Angleterre |

### Poule C
| Équipes               | J | G | N | P | PM  | PE | +/− | Pts |
| --------------------- | - | - | - | - | --- | -- | --- | --- |
| Grande-Bretagne Lions | 3 | 3 | 0 | 0 | 103 | 5  | 98  | 9   |
| Italie                | 3 | 2 | 0 | 1 | 31  | 58 | -27 | 7   |
| Allemagne             | 3 | 1 | 0 | 2 | 38  | 79 | -41 | 5   |
| Belgique              | 3 | 0 | 0 | 3 | 34  | 64 | -30 | 3   |

| 9 juillet 2016 12h58 UTC+01:00 | Allemagne | 17 - 19 | Italie | Exeter, Angleterre |
| 9 juillet 2016 12h58 UTC+01:00 |           |         |        | Exeter, Angleterre |
| 9 juillet 2016 12h58 UTC+01:00 |           |         |        | Exeter, Angleterre |

| 9 juillet 2016 13h20 UTC+01:00 | Grande-Bretagne Lions | 31 - 5 | Belgique | Exeter, Angleterre |
| 9 juillet 2016 13h20 UTC+01:00 |                       |        |          | Exeter, Angleterre |
| 9 juillet 2016 13h20 UTC+01:00 |                       |        |          | Exeter, Angleterre |

| 9 juillet 2016 15h43 UTC+01:00 | Allemagne | 21 - 19 | Belgique | Exeter, Angleterre |
| 9 juillet 2016 15h43 UTC+01:00 |           |         |          | Exeter, Angleterre |
| 9 juillet 2016 15h43 UTC+01:00 |           |         |          | Exeter, Angleterre |

| 9 juillet 2016 16h05 UTC+01:00 | Grande-Bretagne Lions | 31 - 0 | Italie | Exeter, Angleterre |
| 9 juillet 2016 16h05 UTC+01:00 |                       |        |        | Exeter, Angleterre |
| 9 juillet 2016 16h05 UTC+01:00 |                       |        |        | Exeter, Angleterre |

| 9 juillet 2016 18h28 UTC+01:00 | Italie | 12 - 10 | Belgique | Exeter, Angleterre |
| 9 juillet 2016 18h28 UTC+01:00 |        |         |          | Exeter, Angleterre |
| 9 juillet 2016 18h28 UTC+01:00 |        |         |          | Exeter, Angleterre |

| 9 juillet 2016 18h50 UTC+01:00 | Grande-Bretagne Lions | 41 - 0 | Allemagne | Exeter, Angleterre |
| 9 juillet 2016 18h50 UTC+01:00 |                       |        |           | Exeter, Angleterre |
| 9 juillet 2016 18h50 UTC+01:00 |                       |        |           | Exeter, Angleterre |

### Cup
|  | Quarts de finale                        | Quarts de finale                        |                                         |                                         | Demi-finales                            | Demi-finales                            |    |  | Finale                                  | Finale                                  |
|  | Quarts de finale                        | Quarts de finale                        |                                         |                                         | Demi-finales                            | Demi-finales                            |    |  | Finale                                  | Finale                                  |
|  |                                         |                                         |                                         |                                         |                                         |                                         |    |  |                                         |                                         |
|  | 10 juillet à 11h30 à Exeter, Angleterre | 10 juillet à 11h30 à Exeter, Angleterre |                                         |                                         | 10 juillet à 15h29 à Exeter, Angleterre | 10 juillet à 15h29 à Exeter, Angleterre |    |  | 10 juillet à 18h44 à Exeter, Angleterre | 10 juillet à 18h44 à Exeter, Angleterre |
|  | 10 juillet à 11h30 à Exeter, Angleterre | 10 juillet à 11h30 à Exeter, Angleterre |                                         |                                         | 10 juillet à 15h29 à Exeter, Angleterre | 10 juillet à 15h29 à Exeter, Angleterre |    |  | 10 juillet à 18h44 à Exeter, Angleterre | 10 juillet à 18h44 à Exeter, Angleterre |
|  | Espagne                                 | 26                                      |                                         |                                         | 10 juillet à 15h29 à Exeter, Angleterre | 10 juillet à 15h29 à Exeter, Angleterre |    |  | 10 juillet à 18h44 à Exeter, Angleterre | 10 juillet à 18h44 à Exeter, Angleterre |
|  | Espagne                                 | 26                                      |                                         |                                         | 10 juillet à 15h29 à Exeter, Angleterre | 10 juillet à 15h29 à Exeter, Angleterre |    |  | 10 juillet à 18h44 à Exeter, Angleterre | 10 juillet à 18h44 à Exeter, Angleterre |
|  | Allemagne                               | 0                                       |                                         |                                         | 10 juillet à 15h29 à Exeter, Angleterre | 10 juillet à 15h29 à Exeter, Angleterre |    |  | 10 juillet à 18h44 à Exeter, Angleterre | 10 juillet à 18h44 à Exeter, Angleterre |
|  | Allemagne                               | 0                                       | Espagne                                 | 0                                       |                                         |                                         |    |  | 10 juillet à 18h44 à Exeter, Angleterre | 10 juillet à 18h44 à Exeter, Angleterre |
|  | 10 juillet à 12h36 à Exeter, Angleterre |                                         | Espagne                                 | 0                                       |                                         |                                         |    |  | 10 juillet à 18h44 à Exeter, Angleterre | 10 juillet à 18h44 à Exeter, Angleterre |
|  |                                         | France                                  | 31                                      |                                         |                                         |                                         |    |  | 10 juillet à 18h44 à Exeter, Angleterre | 10 juillet à 18h44 à Exeter, Angleterre |
|  | France                                  | France                                  | 31                                      | 10                                      |                                         |                                         |    |  | 10 juillet à 18h44 à Exeter, Angleterre | 10 juillet à 18h44 à Exeter, Angleterre |
|  | France                                  |                                         |                                         | 10                                      |                                         |                                         |    |  | 10 juillet à 18h44 à Exeter, Angleterre | 10 juillet à 18h44 à Exeter, Angleterre |
|  | Italie                                  | 5                                       |                                         |                                         |                                         |                                         |    |  | 10 juillet à 18h44 à Exeter, Angleterre | 10 juillet à 18h44 à Exeter, Angleterre |
|  | Italie                                  | 5                                       | France                                  | 17                                      |                                         |                                         |    |  |                                         |                                         |
|  | 10 juillet à 11h52 à Exeter, Angleterre |                                         | France                                  | 17                                      |                                         |                                         |    |  |                                         |                                         |
|  |                                         | Grande-Bretagne Royals                  | 33                                      |                                         |                                         |                                         |    |  |                                         |                                         |
|  | Grande-Bretagne Royals                  | Grande-Bretagne Royals                  | 33                                      | 24                                      |                                         |                                         |    |  |                                         |                                         |
|  | Grande-Bretagne Royals                  | 10 juillet à 15h51 à Exeter, Angleterre |                                         | 24                                      |                                         |                                         |    |  |                                         |                                         |
|  | Géorgie                                 | 7                                       |                                         |                                         |                                         |                                         |    |  |                                         |                                         |
|  | Géorgie                                 | 7                                       | Grande-Bretagne Royals                  | 12                                      |                                         |                                         |    |  |                                         |                                         |
|  | 10 juillet à 12h14 à Exeter, Angleterre | 10 juillet à 12h14 à Exeter, Angleterre | Grande-Bretagne Royals                  | 12                                      | Match pour la 3e place                  | Match pour la 3e place                  |    |  |                                         |                                         |
|  | 10 juillet à 12h14 à Exeter, Angleterre | 10 juillet à 12h14 à Exeter, Angleterre |                                         | Russie                                  | Match pour la 3e place                  | Match pour la 3e place                  | 10 |  |                                         |                                         |
|  | Grande-Bretagne Lions                   | 5                                       | 10 juillet à 18h22 à Exeter, Angleterre | 10 juillet à 18h22 à Exeter, Angleterre |                                         |                                         | 10 |  |                                         |                                         |
|  | Grande-Bretagne Lions                   | 5                                       | 10 juillet à 18h22 à Exeter, Angleterre | 10 juillet à 18h22 à Exeter, Angleterre |                                         |                                         |    |  |                                         |                                         |
|  | Russie                                  | 7                                       |                                         | Espagne                                 | 17                                      |                                         |    |  |                                         |                                         |
|  | Russie                                  | 7                                       |                                         | Espagne                                 | 17                                      |                                         |    |  |                                         |                                         |
|  |                                         |                                         |                                         |                                         |                                         |                                         |    |  | Russie                                  | 7                                       |
|  |                                         |                                         |                                         |                                         |                                         |                                         |    |  | Russie                                  | 7                                       |

### Plate
|  | Demi-finales                            | Demi-finales                            |           |    | Finale                                  | Finale                                  |
|  | Demi-finales                            | Demi-finales                            |           |    | Finale                                  | Finale                                  |
|  |                                         |                                         |           |    |                                         |                                         |
|  | 10 juillet à 14h45 à Exeter, Angleterre | 10 juillet à 14h45 à Exeter, Angleterre |           |    | 10 juillet à 17h54 à Exeter, Angleterre | 10 juillet à 17h54 à Exeter, Angleterre |
|  | 10 juillet à 14h45 à Exeter, Angleterre | 10 juillet à 14h45 à Exeter, Angleterre |           |    | 10 juillet à 17h54 à Exeter, Angleterre | 10 juillet à 17h54 à Exeter, Angleterre |
|  | Allemagne                               | 21                                      |           |    | 10 juillet à 17h54 à Exeter, Angleterre | 10 juillet à 17h54 à Exeter, Angleterre |
|  | Allemagne                               | 21                                      |           |    | 10 juillet à 17h54 à Exeter, Angleterre | 10 juillet à 17h54 à Exeter, Angleterre |
|  | Italie                                  | 12                                      |           |    | 10 juillet à 17h54 à Exeter, Angleterre | 10 juillet à 17h54 à Exeter, Angleterre |
|  | Italie                                  | 12                                      | Allemagne | 19 |                                         |                                         |
|  | 10 juillet à 15h07 à Exeter, Angleterre |                                         | Allemagne | 19 |                                         |                                         |
|  |                                         | Grande-Bretagne Lions                   | 31        |    |                                         |                                         |
|  | Géorgie                                 | Grande-Bretagne Lions                   | 31        | 7  |                                         |                                         |
|  | Géorgie                                 |                                         |           | 7  |                                         |                                         |
|  | Grande-Bretagne Lions                   | 22                                      |           |    |                                         |                                         |
|  | Grande-Bretagne Lions                   | 22                                      | 7e place  |    |                                         |                                         |
|  |                                         |                                         |           |    |                                         |                                         |
|  | 10 juillet à 17h32 à Exeter, Angleterre |                                         |           |    |                                         |                                         |
|  |                                         |                                         |           |    |                                         |                                         |
|  | Italie                                  | 7                                       |           |    |                                         |                                         |
|  | Italie                                  | 7                                       |           |    |                                         |                                         |
|  | Géorgie                                 | 0                                       |           |    |                                         |                                         |
|  | Géorgie                                 | 0                                       |           |    |                                         |                                         |

### Bowl
|  | Demi-finales                            | Demi-finales                            |           |    | Finale                                  | Finale                                  |
|  | Demi-finales                            | Demi-finales                            |           |    | Finale                                  | Finale                                  |
|  |                                         |                                         |           |    |                                         |                                         |
|  | 10 juillet à 12h58 à Exeter, Angleterre | 10 juillet à 12h58 à Exeter, Angleterre |           |    | 10 juillet à 16h35 à Exeter, Angleterre | 10 juillet à 16h35 à Exeter, Angleterre |
|  | 10 juillet à 12h58 à Exeter, Angleterre | 10 juillet à 12h58 à Exeter, Angleterre |           |    | 10 juillet à 16h35 à Exeter, Angleterre | 10 juillet à 16h35 à Exeter, Angleterre |
|  | Pologne                                 | 17                                      |           |    | 10 juillet à 16h35 à Exeter, Angleterre | 10 juillet à 16h35 à Exeter, Angleterre |
|  | Pologne                                 | 17                                      |           |    | 10 juillet à 16h35 à Exeter, Angleterre | 10 juillet à 16h35 à Exeter, Angleterre |
|  | Portugal                                | 26                                      |           |    | 10 juillet à 16h35 à Exeter, Angleterre | 10 juillet à 16h35 à Exeter, Angleterre |
|  | Portugal                                | 26                                      | Portugal  | 31 |                                         |                                         |
|  | 10 juillet à 13h20 à Exeter, Angleterre |                                         | Portugal  | 31 |                                         |                                         |
|  |                                         | Belgique                                | 5         |    |                                         |                                         |
|  | Lituanie                                | Belgique                                | 5         | 5  |                                         |                                         |
|  | Lituanie                                |                                         |           | 5  |                                         |                                         |
|  | Belgique                                | 35                                      |           |    |                                         |                                         |
|  | Belgique                                | 35                                      | 11e place |    |                                         |                                         |
|  |                                         |                                         |           |    |                                         |                                         |
|  | 10 juillet à 16h13 à Exeter, Angleterre |                                         |           |    |                                         |                                         |
|  |                                         |                                         |           |    |                                         |                                         |
|  | Pologne                                 | 17                                      |           |    |                                         |                                         |
|  | Pologne                                 | 17                                      |           |    |                                         |                                         |
|  | Lituanie                                | 0                                       |           |    |                                         |                                         |
|  | Lituanie                                | 0                                       |           |    |                                         |                                         |